# NGC 4496
NGC 4496 est une galaxie spirale barrée de type magellanique située dans la constellation de la Vierge.  NGC 4496 a été découverte l'astronome germano-britannique William Herschel en 1784. Cette galaxie a aussi été observée par Herschel le mois suivant, le 11 mars, et il ne s'est pas rendu compte qu'il l'avait déjà observée. Cette observation a été inscrite au catalogue NGC sous la désignation NGC 4505.

## Caractéristiques
La classe de luminosité de NGC 4496 est V et elle présente une large raie HI. Elle renferme également des régions d'hydrogène ionisé.

### Distance
Sa vitesse par rapport au fond diffus cosmologique est de 2 073 ± 80 km/s, ce qui correspond à une distance de Hubble de 30,6 ± 2,5 Mpc (∼99,8 millions d'al).
À ce jour, 47 mesures non basées sur le décalage vers le rouge (redshift) donnent une distance de 15,177 ± 2,122 Mpc (∼49,5 millions d'al), ce qui es loin à l'extérieur des valeurs de la distance de Hubble.
Cette galaxie, comme plusieurs de l'amas de la Vierge, est relativement rapprochée du Groupe local et on obtient souvent une distance de Hubble très différente en raison de leur mouvement propre dans le groupe où dans l'amas où elles sont situées. La distance de 15,177 Mpc est sans doute plus près de la réalité. Selon ces deux mesures, NGC 4496 se dirige vers le centre de l'amas en direction opposée à la Voie lactée. Notons que c'est avec la valeur moyenne des mesures indépendantes, lorsqu'elles existent, que la base de données NASA/IPAC calcule le diamètre d'une galaxie.

### Classification
Le professeur Seligman classifie cette galaxie comme irrégulière, mais on voit assez bien un bras spiral sur l'image obtenue des données du relevé SDSS ainsi que sur l'image du télescope spatial Hubble.

## Paire optique de galaxies
Herschel décrit son observation comme une galaxie à double noyau ou comme deux nébuleuses. La galaxie au nord est PGC 41471 qui est habituellement désignée comme étant NGC 4496 ou parfois NGC 4496A, et celle au sud est PGC 41473 qui est désignée comme NGC 4496B,. La distance de Hubble PGC 41471 est de 30,81 ± 2,19 Mpc (∼100 millions d'al) alors que celle de PGC 41473 est de 71,86 ± 5,04 Mpc (∼234 millions d'al). Il s'agit donc d'une paire optique de galaxie et non d'une réelle paire physique. Les données de l'infobox sont celles de PGC 41471, la galaxie au nord.

## Morphologie

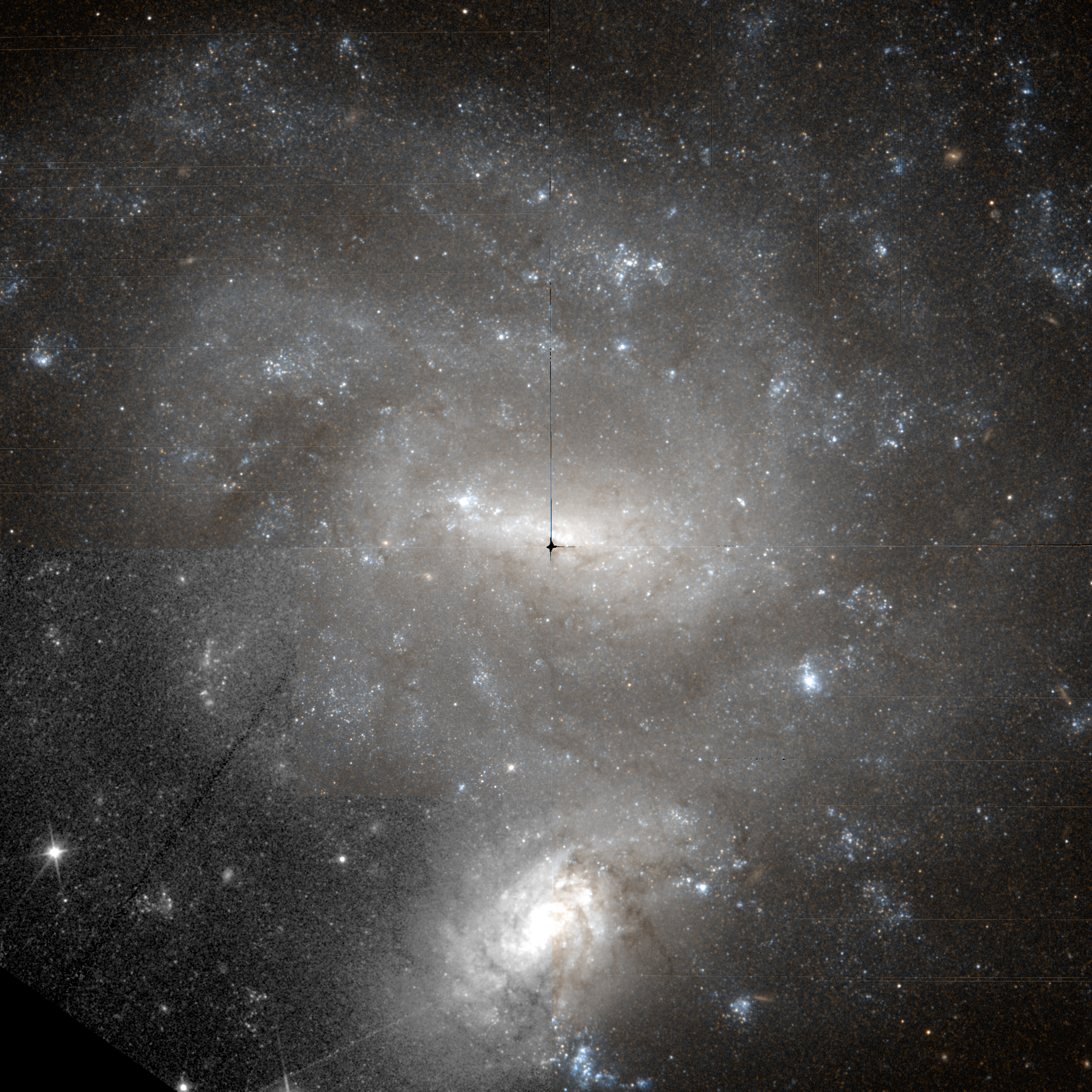
NGC 4496 au nord et PGC 41473 au sud (télescope spatial Hubble).

NGC 4496 a été utilisée par Gérard de Vaucouleurs comme une galaxie de type morphologique SB(rs)d dans son atlas des galaxies,.
Eskridge, Frogel et Pogge ont publié un article en 2002 décrivant la morphologie de 205 galaxies spirales ou lenticulaires rapprochées. Les observations ont été réalisées dans la bande H de l'infrarouge et dans la bande B (le bleu). Selon Eskridge et ses collègues, NGC 4496A (probablement la galaxie au nord de la paire, selon la descripton qu'en fait Eskridge) est de type SB(r)d dans la bande B et  SBd?pec dans la bande H. Cette galaxie est en interaction avec NGC 4496 (probablement la galaxie au sud de la paire, soit PGC 41473. Cette confusion montre encore une fois qu'il est déconseillé d'utiliser des désignations non conventionnelles). Son noyau est de faible luminosité et il est situé à l'intérieur d'une mince barre proéminente. NGC 4496A présente un spouçon de structure spiralé vers le nord-ouest loin du disque brillant, sinon le disque est très inégal et irrégulieré. Il semble y avoir de nombreux nœuds lumineux dans la galaxie compagne. La plupart d’entre eux sont associés au système nord-ouest, mais ils existent dans toute la région
.

## Supernova
Deux supernovas ont été découvertes dans NGC 4496 : SN 1960F et SN 1988M.

### SN 1960F
Cette supernova a été découverte le 19 avril par l'astronome américain Milton Humason. Le type de cette supernova n'a pas été déterminé.

### SN 1988M
Cette supernova a été découverte le 7 avril par A. V. Filippenko de l'université de Californie à Berkeley et par W. L. W. Sargent du California Institute of Technology. Cette supernova était probablement de type II.

## Groupe de M61, de M60 et l'amas de la Vierge
Selon A.M. Garcia, NGC 4496 (NGC 4496A dans l'article) est membre du groupe de M61 (NGC 4303). Ce groupe de galaxies comprend au moins 32 membres, dont NGC 4255, NGC 4301 (NGC 4303A dans l'article), M61 (NGC 4303), NGC 4324, NGC 4420, NGC 4527, NGC 4533, NGC 4536, NGC 4581, NGC 4589, IC 3267 et IC 3474.
D'autre part, toutes les galaxies du New General Catalogue de ce groupe apparaissent  dans une liste de 227 galaxies d'un article publié par Abraham Mahtessian en 1998. Les autres galaxies de ce groupe n'y figurent pas. Cette liste comporte plus de 200 galaxies du New General Catalogue et une quinzaine de galaxies de l'Index Catalogue. On retrouve dans cette liste 11 galaxies du Catalogue de Messier, soit M49, M58, M60, M61, M84, M85, M87, M88, M91, M99 et M100.
Toutes les galaxies de la liste de Mahtessian ne constituent pas réellement un groupe de galaxies. Ce sont plutôt plusieurs groupes de galaxies qui font tous partie d'un amas galactique, l'amas de la Vierge. Pour éviter la confusion avec l'amas de la Vierge, on peut donner le nom de groupe de M60 à cet ensemble de galaxies, car c'est l'une des plus brillantes de la liste. L'amas de la Vierge est en effet beaucoup plus vaste et compterait environ 1300 galaxies, et possiblement plus de 2000, situées au cœur du superamas de la Vierge, dont fait partie le Groupe local,.
De nombreuses galaxies de la liste de Mahtessian se retrouvent dans onze groupes décrits dans l'article d'A.M. Garcia, soit le groupe de NGC 4123 (7 galaxies), le groupe de NGC 4261 (13 galaxies), le groupe de NGC 4235 (29 galaxies), le groupe de M88 (13 galaxies, M88 = NGC 4501), le groupe de NGC 4461 (9 galaxies), le groupe de M61 (32 galaxies, M61 = NGC 4303), le groupe de NGC 4442 (13 galaxies), le groupe de M87 (96 galaxies, M87 = NGC 4486), le groupe de M49 (127 galaxies, M49 = NGC 4472), le groupe de NGC 4535 (14 galaxies) et le groupe de NGC 4753 (15 galaxies). Ces onze groupes font partie de l'amas de la Vierge et ils renferment 396 galaxies. Certaines galaxies de la liste de Mahtessian ne figurent cependant dans aucun des groupes de Garcia et vice versa.